# Al-Nâbigha al-Jaadî
Al-Nâbigha al-Jaadî (arabe : النابغة الجعدي) est un poète arabe mukhadram et un compagnon du prophète. On ignore la date de sa naissance, mais il apparaît pour la première fois en 630 dans la députation de sa tribu, les Banû Jaada (fraction des Banû ʿÂmir), à Médine auprès du prophète. Il meurt dans le Khorassan en 698 ou 699. Sa longévité hors du commun le fait figurer au nombre des muʿammarûn, les macrobites célèbres de l'Islam. La critique arabe classique le compte parmi les grands poètes arabes : Jumahî le range dans la troisième classe des poètes préislamiques de ses Tabaqât.

## Biographie
Son vrai nom est Qays Ibn Abdallah Ibn Udas Ibn Jaada (arabe : قيس بن عبد الله بن عدس بن جعدة). On ignore la date de sa naissance, mais lui-même dans un poème célèbre prétend être plus vieux que son homonyme al-Nâbigha al-Dhubyânî et avoir connu l'époque du roi Mundhir III (mort en 554). Les traits saillants de sa vie dont nous avons connaissance appartiennent tous à l'époque qui suit sa conversion à l'islam en 630. 
Al-Nâbigha al-Jaadî s'est notamment illustré pendant la conquête musulmane de la Perse. En 641, il s'installe avec sa tribu dans la ville-camp de Bassorah nouvellement fondée, puis participe à une expédition dans le Khorasan. Partisan de Ali, il combat à ses côtés à Nukhayla et à Siffin, ce qui lui attira des ennuis à l'époque de Muawiyya. Ses biens lui furent confisqués puis rendus. Par la suite, entre 683 et 685, il fait allégeance à Ibn al-Zubayr.

## Sa poésie
La tradition littéraire lui donne une place importante puisqu'il figure dans la plupart des anthologies des grands critiques classiques tels Ibn Sallâm al-Jumahî ou Ibn Qutayba. Il est connu dans la poésie arabe pour ses poèmes s'inscrivant dans le style particulier des muʿammarûn, mais aussi pour les invectives qu'il échangea avec Al-Akhtal, où il se révèle être un piètre poète de hijâ' (satire).